# Albinus Hasselgren
Albinus (Johan Albin) Hasselgren, född 20 mars 1880 i Gävle, död 9 april 1916 i Westfield, Massachusetts, USA, var en svensk-amerikansk målare och bror till konstnären Elfrida Gustava Ewerlöf.

## Biografi

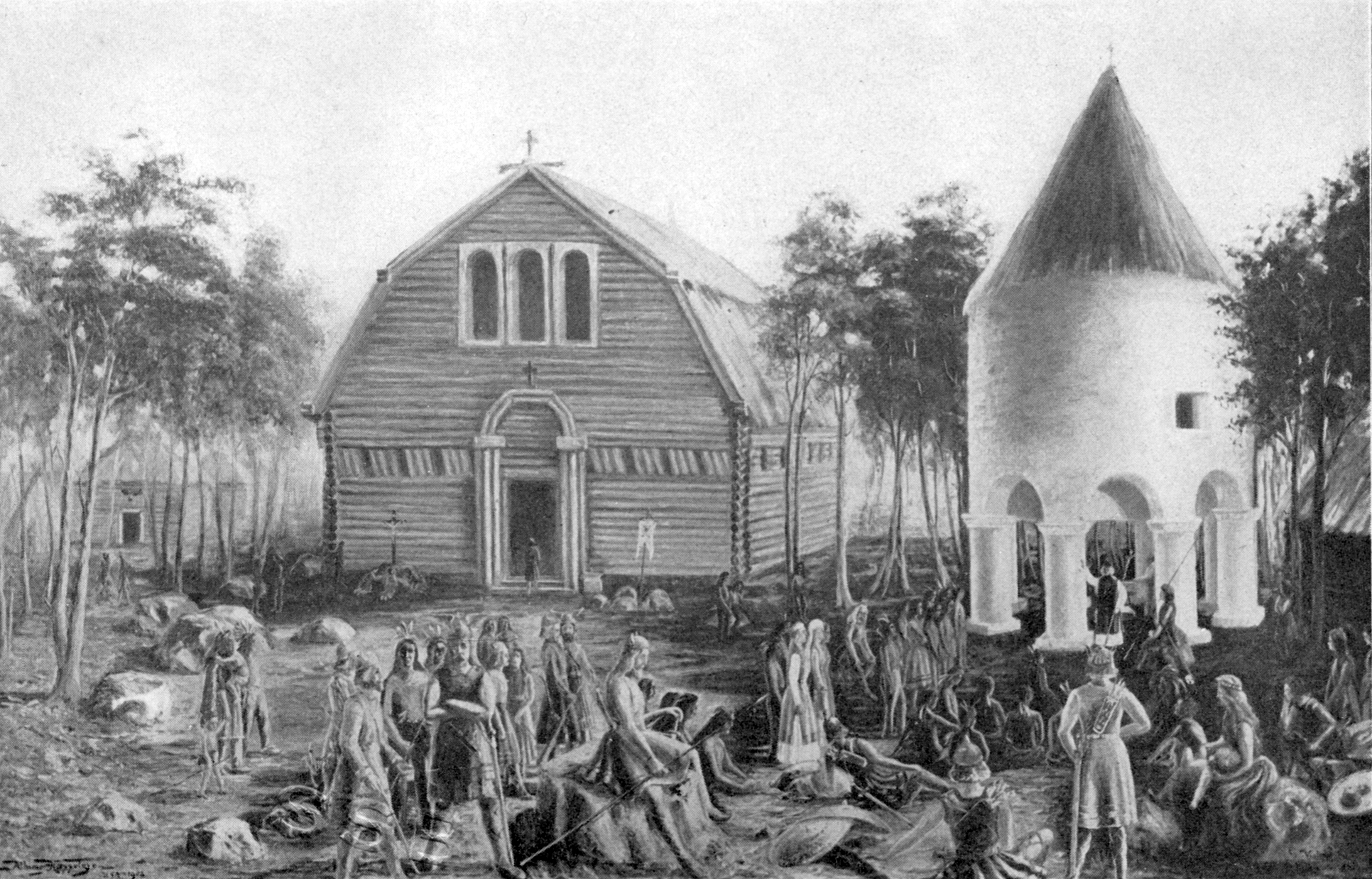
Albinus Hasselgrens Vinland år 1127. Det är idag okänt var målningen finns.

Albinus Hasselgren var ritare vid Falu Vagnsverkstad. År 1903 utvandrade han till USA där han ändrade sitt förnamn till Albinus. I sitt nya hemland kom han i kontakt med idéer om att skandinaviska vikingar långt tidigare upprättat kolonier i Nordamerika. Han blev övertygad om att Newport Tower var en lämning från en vikingabosättning, vilket han ger uttryck för i sin mest berömda målning Vinland år 1127 som publicerades 1912 i den Svenskamerikanska kalendern Prärieblomman, och som också kommenterades av lokalpressen. Målningen visar hur nordiska vikingar tar nattvarden tillsammans med nordamerikansk ursprungsbefolkning framför tornet i Newport.
Albinus Hasselgren målade också flera altarmålningar för lutherska kyrkor i New England. Två finns i den kyrka han själv blev medlem av, Lutheran Church i Worcester. Sina sista fyra år levde Hasselgren på sanatorium i Westfield, Massachusetts, sedan han drabbats av tuberkulos.